# Margelana
Margelana là một chi bướm đêm thuộc họ Noctuidae.

## Loài
- Margelana brunnea Fibiger, Zahiri & Kononenko, 2007
- Margelana flavidior F. Wagner, 1931
  - Margelana flavidior flavidior F. Wagner, 1931
  - Margelana flavidior ochrea Brandt, 1941
- Margelana versicolor Staudinger, 1888